# Fluorid niklitý
Fluorid niklitý je anorganická sloučenina s chemickým vzorcem NiF3.

## Příprava
Fluorid niklitý lze připravit reakcí hexafluoronikelnatanu draselného s fluoridem arseničným ve fluorovodíku.

## Vlastnosti
Fluorid niklitý je černá pevná látka se vzdáleností vazby Ni-F 1,88 Å.

## Využití
Fluorid niklitý se využívá jako fluorační činidlo v organické chemii.